# Championnats d'Europe de patinage artistique 1996
Navigation
Édition précédente Édition suivante
Les championnats d'Europe de patinage artistique 1996 ont lieu du 22 au 28 janvier 1996 à Sofia en Bulgarie.

## Qualifications
Les patineurs sont éligibles à l'épreuve s'ils représentent une nation européenne membre de l'Union internationale de patinage (International Skating Union en anglais) et s'ils ont atteint l'âge de 15 ans avant le 1er juillet 1995 dans leur pays de naissance. Les fédérations nationales sélectionnent leurs patineurs en fonction de leurs propres critères.
Sur la base des résultats des championnats d'Europe 1995, l'Union internationale de patinage autorise chaque pays à avoir de une à trois inscriptions par discipline.
| Entrées                                                           | Messieurs             | Dames                           | Couples                                  | Danse sur glace                                                 |
| ----------------------------------------------------------------- | --------------------- | ------------------------------- | ---------------------------------------- | --------------------------------------------------------------- |
| 3                                                                 | France Russie Ukraine | Allemagne France Russie Ukraine | Allemagne Russie                         | France Russie                                                   |
| 2                                                                 | Roumanie Royaume-Uni  | Hongrie Pologne Tchéquie        | France Lettonie Pologne Tchéquie Ukraine | Allemagne Biélorussie Finlande Italie Lituanie Tchéquie Ukraine |
| Si non répertorié ci-dessus, une seule inscription est autorisée. |                       |                                 |                                          |                                                                 |

Pour la deuxième année (après les championnats européens de 1994), l'Union internationale de patinage impose une ronde des qualifications pour les catégories individuelles masculine et féminine. Les qualifications sont divisées en deux groupes A et B. Pour ces championnats européens 1996, les patineurs qui étaient parmi les 10 meilleurs européens de 1995 sont exemptés de cette ronde des qualifications. Ces dernières permettent uniquement aux autres patineurs de se qualifier pour les programmes courts ; les points obtenus lors des qualifications ne comptent pas pour le résultat final.

## Podiums
| Épreuves                            | Or                                   | Argent                               | Bronze                            |
| ----------------------------------- | ------------------------------------ | ------------------------------------ | --------------------------------- |
| Messieurs résultats détaillés       | Vyacheslav Zahorodnyuk               | Igor Pashkevich                      | Ilia Kulik                        |
| Dames résultats détaillés           | Irina Sloutskaïa                     | Surya Bonaly                         | Maria Butyrskaya                  |
| Couples résultats détaillés         | Oksana Kazakova / Artur Dmitriev     | Mandy Wötzel / Ingo Steuer           | Sarah Abitbol / Stéphane Bernadis |
| Danse sur glace résultats détaillés | Oksana Grichtchouk / Ievgueni Platov | Anzhelika Krylova / Oleg Ovsiannikov | Irina Romanova / Igor Yaroshenko  |

## Tableau des médailles
| Rang  | Nation    | Or | Argent | Bronze | Total |
| ----- | --------- | -- | ------ | ------ | ----- |
| 1     | Russie    | 3  | 2      | 2      | 7     |
| 2     | Ukraine   | 1  | 0      | 1      | 2     |
| 3     | France    | 0  | 1      | 1      | 2     |
| 4     | Allemagne | 0  | 1      | 0      | 1     |
| Total | Total     | 4  | 4      | 4      | 12    |

## Détails des compétitions
Pour la saison 1995/1996, les calculs des points se font selon la méthode suivante :
- chez les Messieurs, les Dames et les Couples artistiques (0.5 point par place pour le programme court, 1 point par place pour le programme libre)
- en danse sur glace (0.4 point par place pour les deux danses imposées, 0.6 point par place pour la danse originale, 1 point par place pour la danse libre)

### Messieurs
| Rang                                        | Nom                    | Nation      | Qualif. A | Qualif. B | Points | Prog. court | Prog. libre |
| ------------------------------------------- | ---------------------- | ----------- | --------- | --------- | ------ | ----------- | ----------- |
| 1                                           | Vyacheslav Zahorodnyuk | Ukraine     |           |           | 1.5    | 1           | 1           |
| 2                                           | Igor Pashkevich        | Russie      |           | 1         | 4.0    | 4           | 2           |
| 3                                           | Ilia Kulik             | Russie      |           |           | 4.0    | 2           | 3           |
| 4                                           | Steven Cousins         | Royaume-Uni |           |           | 6.5    | 3           | 5           |
| 5                                           | Philippe Candeloro     | France      |           |           | 7.5    | 7           | 4           |
| 6                                           | Aleksey Yagudin        | Russie      |           | 2         | 7.5    | 5           | 5           |
| 7                                           | Dmytro Dmytrenko       | Ukraine     |           |           | 10.0   | 6           | 7           |
| 8                                           | Éric Millot            | France      |           |           | 12.5   | 9           | 8           |
| 9                                           | Cornel Gheorghe        | Roumanie    |           |           | 14.0   | 8           | 10          |
| 10                                          | Szabolcs Vidrai        | Hongrie     |           | 4         | 15.0   | 12          | 9           |
| 11                                          | Ivan Dinev             | Bulgarie    | 3         |           | 16.0   | 10          | 11          |
| 12                                          | Evgeni Pliuta          | Ukraine     | 4         |           | 18.5   | 13          | 12          |
| 13                                          | Patrick Meier          | Suisse      |           | 5         | 20.5   | 15          | 13          |
| 14                                          | Markus Leminen         | Finlande    |           | 6         | 21.5   | 11          | 16          |
| 15                                          | Fabrizio Garattoni     | Italie      | 7         |           | 23.0   | 18          | 14          |
| 16                                          | Neil Wilson            | Royaume-Uni |           | 3         | 23.5   | 17          | 15          |
| 17                                          | Michael Tyllesen       | Danemark    | 2         |           | 25.0   | 16          | 17          |
| 18                                          | Robert Grzegorczyk     | Pologne     |           | 8         | 26.0   | 14          | 19          |
| 19                                          | Patrick Schmit         | Luxembourg  | 5         |           | 28.0   | 20          | 18          |
| 20                                          | Florian Tuma           | Autriche    |           | 7         | 29.5   | 19          | 20          |
| 21                                          | Alexander Murashko     | Biélorussie | 6         |           | 33.0   | 24          | 21          |
| 22                                          | Margus Hernits         | Estonie     | 8         |           | 33.5   | 23          | 22          |
| 23                                          | Jordi Pedro            | Espagne     |           | 9         | 34.0   | 22          | 23          |
| 24                                          | Jan Čejvan             | Slovénie    |           | 10        | 34.5   | 21          | 24          |
| Abandon                                     | Andrejs Vlascenko      | Allemagne   | 1         |           |        |             | NC          |
| Patineurs éliminés après le programme court |                        |             |           |           |        |             |             |
| 26                                          | Róbert Kažimír         | Slovaquie   | 9         |           |        | 25          | NC          |
| 27                                          | Vakhtang Murvanidze    | Géorgie     |           | 12        |        | 26          | NC          |
| 28                                          | Jaroslav Suchý         | Tchéquie    | 11        |           |        | 27          | NC          |
| 29                                          | Luiz Taifas            | Roumanie    | 10        |           |        | 28          | NC          |
| 30                                          | Marcus Deen            | Pays-Bas    |           | 11        |        | 29          | NC          |
| Patineurs éliminés après les qualifications |                        |             |           |           |        |             |             |
| 31                                          | Aramais Grigorian      | Arménie     | 12        |           |        | NC          | NC          |
| 32                                          | Yeler Tekalioglu       | Turquie     | 13        |           |        | NC          | NC          |

### Dames
| Rang                                          | Nom                    | Nation      | Qualif. A | Qualif. B | Points | Prog. court | Prog. libre |
| --------------------------------------------- | ---------------------- | ----------- | --------- | --------- | ------ | ----------- | ----------- |
| 1                                             | Irina Sloutskaïa       | Russie      |           |           | 2.0    | 2           | 1           |
| 2                                             | Surya Bonaly           | France      |           |           | 2.5    | 1           | 2           |
| 3                                             | Maria Butyrskaya       | Russie      |           |           | 5.0    | 4           | 3           |
| 4                                             | Elena Liashenko        | Ukraine     |           |           | 6.5    | 5           | 4           |
| 5                                             | Tanja Szewczenko       | Allemagne   |           |           | 6.5    | 3           | 5           |
| 6                                             | Krisztina Czakó        | Hongrie     |           |           | 11.0   | 8           | 7           |
| 7                                             | Zuzanna Szwed          | Pologne     | 1         |           | 11.5   | 7           | 8           |
| 8                                             | Vanessa Gusmeroli      | France      |           | 1         | 13.0   | 6           | 10          |
| 9                                             | Yulia Vorobieva        | Tchéquie    | 3         |           | 13.5   | 9           | 9           |
| 10                                            | Mila Kajas             | Finlande    | 2         |           | 14.0   | 16          | 6           |
| 11                                            | Olga Markova           | Russie      |           |           | 16.5   | 11          | 11          |
| 12                                            | Anna Rechnio           | Pologne     |           |           | 19.0   | 14          | 12          |
| 13                                            | Lenka Kulovaná         | Tchéquie    |           | 3         | 19.0   | 12          | 13          |
| 14                                            | Kateřina Beránková     | Tchéquie    |           |           | 20.5   | 13          | 14          |
| 15                                            | Mojca Kopač            | Slovénie    |           | 6         | 24.5   | 17          | 16          |
| 16                                            | Astrid Hochstetter     | Allemagne   |           | 5         | 24.5   | 15          | 17          |
| 17                                            | Véronique Fleury       | France      | 4         |           | 27.0   | 24          | 15          |
| 18                                            | Yulia Lavrenchuk       | Ukraine     |           | 2         | 27.0   | 10          | 22          |
| 19                                            | Diána Póth             | Hongrie     | 5         |           | 28.0   | 20          | 18          |
| 20                                            | Silvia Fontana         | Italie      |           | 4         | 30.0   | 22          | 19          |
| 21                                            | Denise Jaschek         | Autriche    | 8         |           | 30.5   | 21          | 20          |
| 22                                            | Alma Lepina            | Lettonie    |           | 10        | 32.0   | 18          | 23          |
| 23                                            | Lucinda Ruh            | Suisse      |           | 7         | 32.5   | 23          | 21          |
| 24                                            | Lyudmyla Ivanova       | Ukraine     |           | 8         | 34.5   | 19          | 25          |
| 25                                            | Sofia Penkova          | Bulgarie    |           | 9         | 38.0   | 28          | 24          |
| Patineuses éliminées après le programme court |                        |             |           |           |        |             |             |
| 26                                            | Christelle Damman      | Belgique    | 7         |           |        | 25          | NC          |
| 27                                            | Stephanie Main         | Royaume-Uni | 6         |           |        | 26          | NC          |
| 28                                            | Ivana Jakupčević       | Croatie     | 9         |           |        | 27          | NC          |
| 29                                            | Klara Bramfeldt        | Suède       | 10        |           |        | 29          | NC          |
| 30                                            | Kaja Hanevold          | Norvège     |           | 11        |        | 30          | NC          |
| Patineuses éliminées après les qualifications |                        |             |           |           |        |             |             |
| 31                                            | Zuzana Paurová         | Slovaquie   | 11        |           |        | NC          | NC          |
| 32                                            | Ece Aksuyek            | Turquie     | 12        |           |        | NC          | NC          |
| 32                                            | Jekaterina Golovatenko | Estonie     |           | 12        |        | NC          | NC          |
| 34                                            | Marta Senra            | Espagne     | 13        |           |        | NC          | NC          |
| 34                                            | Georgina de Wit        | Pays-Bas    |           | 13        |        | NC          | NC          |
| 36                                            | Roxana Luca            | Roumanie    | 14        |           |        | NC          | NC          |
| 36                                            | Ellen Ambartsoumian    | Arménie     |           | 14        |        | NC          | NC          |

### Couples
| Rang | Nom                                        | Nation      | Points | Prog. court | Prog. libre |
| ---- | ------------------------------------------ | ----------- | ------ | ----------- | ----------- |
| 1    | Oksana Kazakova / Artur Dmitriev           | Russie      | 2.0    | 2           | 1           |
| 2    | Mandy Wötzel / Ingo Steuer                 | Allemagne   | 2.5    | 1           | 2           |
| 3    | Sarah Abitbol / Stéphane Bernadis          | France      | 5.5    | 5           | 3           |
| 4    | Marina Eltsova / Andrei Bushkov            | Russie      | 5.5    | 3           | 4           |
| 5    | Maria Petrova / Anton Sikharulidze         | Russie      | 7.0    | 4           | 5           |
| 6    | Dorota Zagórska / Mariusz Siudek           | Pologne     | 9.0    | 6           | 6           |
| 7    | Olena Bilousivska / Serhiy Potalov         | Ukraine     | 10.5   | 7           | 7           |
| 8    | Silvia Dimitrov / Rico Rex                 | Allemagne   | 12.0   | 8           | 8           |
| 9    | Line Haddad / Sylvain Privé                | France      | 13.5   | 9           | 9           |
| 10   | Lesley Rogers / Michael Aldred             | Royaume-Uni | 15.5   | 11          | 10          |
| 11   | Evgenia Filonenko / Igor Marchenko         | Ukraine     | 16.0   | 10          | 11          |
| 12   | Elaine Asanakis / Joel McKeever            | Grèce       | 18.5   | 13          | 12          |
| 13   | Veronika Joukalová / Otto Dlabola          | Tchéquie    | 19.0   | 12          | 13          |
| 14   | Magdalena Sroczyńska / Sławomir Borowiecki | Pologne     | 21.0   | 14          | 14          |
| 15   | Jeltje Schulten / Alcuin Schulten          | Pays-Bas    | 23.0   | 16          | 15          |
| 16   | Olga Bogouslavska / Juri Salmonov          | Lettonie    | 23.5   | 15          | 16          |
| 17   | Ekaterina Nekrassova / Valdis Mintals      | Estonie     | 25.5   | 17          | 17          |

### Danse sur glace
| Rang | Nom                                     | Nation      | Points | Danse imposée 1 | Danse imposée 2 | Danse originale | Danse libre |
| ---- | --------------------------------------- | ----------- | ------ | --------------- | --------------- | --------------- | ----------- |
| 1    | Oksana Grichtchouk / Ievgueni Platov    | Russie      | 2.0    | 1               | 1               | 1               | 1           |
| 2    | Anzhelika Krylova / Oleg Ovsiannikov    | Russie      | 4.0    | 2               | 2               | 2               | 2           |
| 3    | Irina Romanova / Igor Yaroshenko        | Ukraine     | 6.4    | 4               | 4               | 3               | 3           |
| 4    | Marina Anissina / Gwendal Peizerat      | France      | 7.6    | 3               | 3               | 4               | 4           |
| 5    | Irina Lobatcheva / Ilia Averboukh       | Russie      | 10.0   | 5               | 5               | 5               | 5           |
| 6    | Margarita Drobiazko / Povilas Vanagas   | Lituanie    | 12.0   | 6               | 6               | 6               | 6           |
| 7    | Kateřina Mrázová / Martin Šimeček       | Tchéquie    | 14.6   | 7               | 10              | 7               | 7           |
| 8    | Barbara Fusar-Poli / Maurizio Margaglio | Italie      | 16.0   | 9               | 7               | 8               | 8           |
| 9    | Kati Winkler / René Lohse               | Allemagne   | 18.2   | 8               | 8               | 10              | 9           |
| 9    | Sylwia Nowak / Sebastian Kolasiński     | Pologne     | 18.2   | 10              | 9               | 9               | 9           |
| 11   | Marika Humphreys / Philip Askew         | Royaume-Uni | 22.0   | 11              | 11              | 11              | 11          |
| 12   | Barbara Piton / Alexandre Piton         | France      | 24.2   | 12              | 13              | 12              | 12          |
| 13   | Olena Hrushyna / Ruslan Honcharov       | Ukraine     | 25.8   | 13              | 12              | 13              | 13          |
| 14   | Agnes Jacquemard / Alexis Gayet         | France      | 28.2   | 15              | 14              | 14              | 14          |
| 15   | Šárka Vondrková / Lukáš Král            | Tchéquie    | 29.8   | 14              | 15              | 15              | 15          |
| 16   | Cornelia Diener / Alexei Pospelov       | Suisse      | 33.0   | 16              | 16              | 16              | 17          |
| 17   | Francesca Fermi / Andrea Baldi          | Italie      | 33.2   | 18              | 17              | 17              | 16          |
| 18   | Enikő Berkes / Endre Szentirmai         | Hongrie     | 35.8   | 17              | 18              | 18              | 18          |
| 19   | Barbara Hanley / Vasily Serkov          | Lituanie    | 38.8   | 19              | 20              | 20              | 19          |
| 20   | Anna Mosenkova / Dmitri Kurakin         | Estonie     | 41.2   | 22              | 22              | 19              | 21          |
| 21   | Kaho Koinuma / Tigran Arakelian         | Arménie     | 42.2   | 21              | 21              | 23              | 20          |
| 22   | Katri Kuusniemi / Jamie Walker          | Finlande    | 42.4   | 20              | 19              | 21              | 22          |
| 23   | Maikki Uotila / Toni Mattila            | Finlande    | 46.4   | 23              | 23              | 22              | 24          |
| 24   | Zuzana Babusikova / Marian Mesaros      | Slovaquie   | 47.0   | 24              | 24              | 24              | 23          |